# Епине сир Орж
Епине сир Орж (фр. Epinay-sur-Orge) насеље је и општина у Француској у региону Париски регион, у департману Есон која припада префектури Палесо.
По подацима из 2011. године у општини је живело 10.349 становника, а густина насељености је износила env. 2117 становника/km². Општина се простире на површини од 4,44 km². Налази се на средњој надморској висини од метара (максималној 89 m, а минималној 36 m).

## Демографија
| 1962. | 1968. | 1975. | 1982. | 1990. | 1999. | 2011.  |
| ----- | ----- | ----- | ----- | ----- | ----- | ------ |
| 6.103 | 9.032 | 9.366 | 8.745 | 9.688 | 9.399 | 10.349 |

График промене броја становника у току последњих година